# 石勇

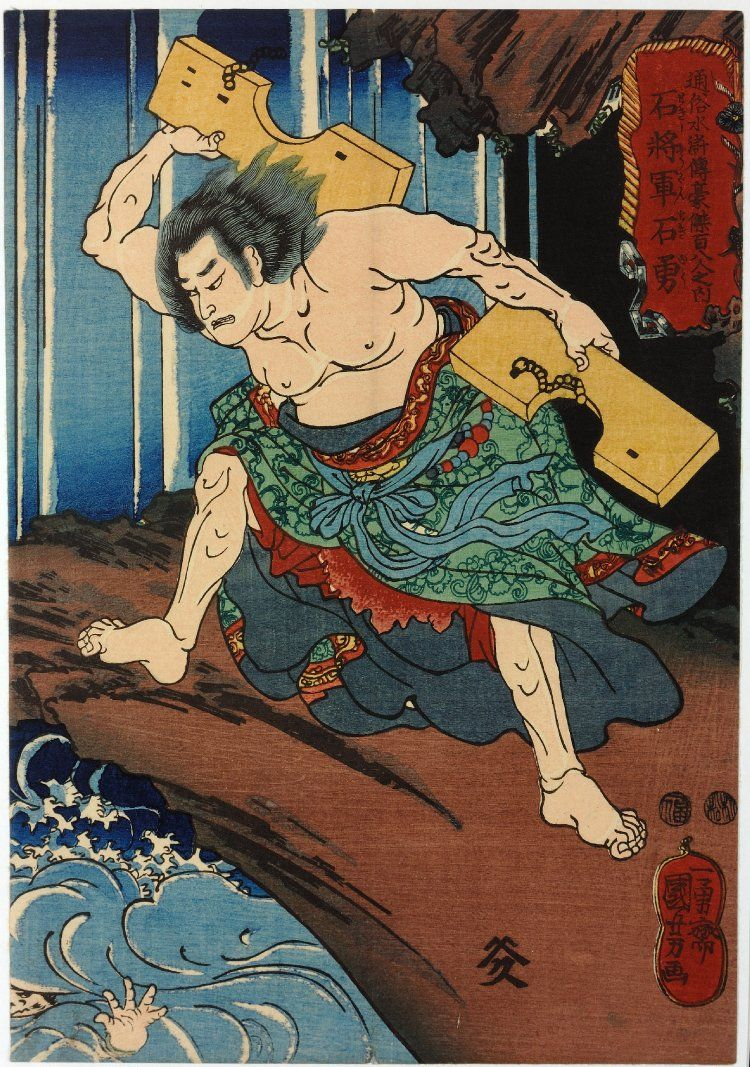
石勇

石 勇（せき ゆう）は、中国の小説で四大奇書の一つである『水滸伝』の登場人物。
梁山泊第九十九位の好漢。地醜星の生まれ変わり。渾名は石将軍（せきしょうぐん）で、石将軍は民間伝承上の悪神であり、彼の粗暴な性格と、「石」という姓とをかけたことに由来する。容姿は背が高くごつごつした顔立ちの若者で、髭は一本も無い。短棒の使い手だが、梁山泊では酒場担当、馬匹の調達、行軍路の整備などをこなした。

## 生涯
北京大名府の博徒で、博打の件で殺人を犯し逃亡、滄州の大侠客柴進に匿って貰っていた。そこで天下の義士と名高い宋江の噂を聞き、一目会って話がしたいと鄆城県を訪ねるが、宋江は思わぬ犯罪を犯して柴進の屋敷に向かったといい、見事に行き違ってしまった。逆にその弟宋清に宋江宛の手紙を預けられてしまう。柴進の屋敷に戻った石勇だが、こんどは宋江が青州白虎山へ向かったと聞きそこに向かって旅をしていた。
途中茶店で休んでいると、青州から梁山泊を目指していた宋江の一行と遭い、宋清からの手紙を渡す。そこには宋江の父が死んだ（実は宋江を呼び戻すための方便）と記されており、故郷へ戻った宋江を除いて石勇もそのまま梁山泊に加わった。その後、宋江が故郷に戻った後に滞在していた江州で無実の罪により処刑を言い渡された時、救出に参加する。その後は梁山泊に新たに設けられた三つの酒場のうち、北の店を任され情報収集や見張りを務める。呼延灼との戦いで店が砲撃に遭い破壊され、店の再建と同時に今度は馬匹調達係に部署を移される。
百八星集結後は歩兵部隊長の一人に任命されるが、席次は歩兵軍及び戦闘部隊では最下位で、以前と同じように進軍路の整備や、行方不明者の捜索など使い走りのような仕事の方が多かった。しかし、王慶との戦いでは奇襲部隊の一翼を担うなど、時たま真っ当な戦功も立てた。方臘討伐戦では歙州城攻めに加わり勝利するが、敵将・王寅の逃走を阻もうと徒歩で騎馬に挑み、相手の槍一突きで胸を貫かれ死亡した。